# تلمبه حمزوی
تلمبه حمزوی یک منطقهٔ مسکونی در ایران است که در دهستان رامجرد یک واقع شده‌است.